# Niéméné
Niéméné  è una città e sottoprefettura della Costa d'Avorio appartenente al dipartimento di Dabakala. Conta una popolazione di 15 689 abitanti (censimento 2014).